# Szucsági református templom
A szucsági református templom műemlékké nyilvánított templom Romániában, Kolozs megyében. A romániai műemlékek jegyzékében a CJ-II-m-B-07772 sorszámon szerepel.

## Története
A templom a 13. században épült, majd a 15. században gótikus stílusban átépítették. Kazettás mennyezete, Umling Lőrinc munkája, 1742-ből származik; szintén ő készítette a karzat és az ajtó díszítéseit is. A padok virágdíszes festését Bóka János kolozsvári asztalosmester készítette 1775-ben. A torony a Fileki család jóvoltából 1800-ban készült el; a család hosszú időn át volt a helyi református egyházközség támasza: paplakot építtettek, megjavíttatták a templomot, harangot öntettek. Az orgona 1843-ban épült, és 2003-ban újították fel.  